# Epistenia bella
Epistenia bella is een vliesvleugelig insect uit de familie Pteromalidae. De wetenschappelijke naam is voor het eerst geldig gepubliceerd in 1911 door Strand.